# Pic Cathedral
Pour les articles homonymes, voir Cathedral (homonymie).
Le pic Cathedral (en anglais : Cathedral Peak) est un sommet de la Sierra Nevada, aux États-Unis. Il culmine à 3 326 mètres d'altitude à la frontière entre le comté de Mariposa et le comté de Tuolumne, en Californie. Il est protégé par la Yosemite Wilderness, au sein du parc national de Yosemite.
Dans son ouvrage Un été dans la Sierra, paru en 1911, John Muir décrit ce pic particulier en filant une métaphore religieuse dont il est coutumier dans ses écrits de naturaliste : « Par là-bas, à l'est de notre camp, se dresse une des cathédrales de la Nature, taillée à même le roc, presque conventionnelle dans sa forme, haute de plus de six cents mètres, noblement ornée de flèches et de pinacles, vibrant sous les flots de soleil comme si elle était aussi vivante qu'un de ces bosquets sacrés ; elle porte le nom de Cathedral Peak qui lui va comme un gant. » Il l'escalade le 7 septembre 1869 et écrit à ce sujet dans son journal : « C'est la première fois que je suis allé à l'église en Californie ».